# Ada Osakwe
Ada Osakwe là một nhà kinh tế người Nigeria, một doanh nhân và giám đốc điều hành công ty, người sáng lập và giám đốc điều hành của Agrolay Ventures, một công ty đầu tư kinh doanh nông nghiệp có trụ sở tại Nigeria, đầu tư vào các công ty liên quan đến thực phẩm nông nghiệp châu Phi. Từ tháng 11 năm 2012 đến tháng 5 năm 2015, Osakwe là Cố vấn Đầu tư Cao cấp cho Bộ trưởng Bộ Nông nghiệp và Phát triển Nông thôn Nigeria, Akinwumi Adesina.

## Bối cảnh và giáo dục
Osakwe sinh ra ở Nigeria vào ngày 2 tháng 9 năm 1981. Cô học tại trường cấp hai ở Lagos để học cấp độ A, và tốt nghiệp Đại học Hull, Vương quốc Anh, với bằng Cử nhân Khoa học Kinh tế. Thạc sĩ Khoa học Kinh tế và Tài chính của cô được lấy từ Đại học Warwick, cũng ở Anh. Cô cũng có bằng Thạc sĩ Quản trị Kinh doanh, lấy từ Trường Quản lý Kellogg, tại Đại học Tây Bắc, ở Evanston, Illinois ở Hoa Kỳ. Osakwe lần đầu tiên làm nhân viên ngân hàng đầu tư với BNP Paribas tại văn phòng ở London của họ. Sau đó, cô làm Chuyên viên Đầu tư Cao cấp tại Ngân hàng Phát triển Châu Phi (AfDB), chủ yếu trong lĩnh vực tài chính cơ sở hạ tầng, phục vụ trong khả năng đó trong bốn năm. Cô ấy sống ở Tunis. Sau đó, cô giữ chức Phó chủ tịch tại Kuramo Capital Management, một công ty cổ phần tư nhân có trụ sở tại thành phố New York.
Sau khi làm việc với Bộ Nông nghiệp Nigeria, Osakwe thành lập Agrolay Ventures. Cô cũng thành lập Nuli Juice, một chuỗi nhà hàng ở Nigeria. Năm 2017, cô được bổ nhiệm vào hội đồng quản trị của One Acre Fund, một tổ chức phi chính phủ giáo dục và tài chính có trụ sở tại Kenya, phục vụ nông dân quy mô nhỏ ở Burundi, Kenya, Malawi, Rwanda, Tanzania và Uganda.

## Giải thưởng
Vào tháng 12 năm 2014, Osakwe đã được tạp chí Forbes bình chọn là "Hai mươi phụ nữ quyền lực trẻ nhất châu Phi 2014".